# Skärstads församling
Skärstads församling var en församling i Växjö stift inom Svenska kyrkan, Jönköpings kommun. Församlingen uppgick 1 januari 2010 i Skärstad-Ölmstads församling.
Församlingskyrka var Skärstads kyrka.

## Administrativ historik
Församlingen har medeltida ursprung
Församlingen var till 1566 moderförsamling i pastoratet Skärstad och Hakarp. Från 1566 till 1963 utgjorde församlingen ett eget pastorat för att från 1963 vara moderförsamling i pastoratet Skärstad och Ölmstad. Den 1 januari 2010 uppgick församlingen i Skärstad-Ölmstads församling.

## Series Pastorum

### Kyrkoherdar
| Ämbetstid | Namn                         | Levnadstid | Övrigt                                   |
| --------- | ---------------------------- | ---------- | ---------------------------------------- |
| 1348      | Johannes                     |            |                                          |
| 1412      | Martinus Tyrgilli            |            |                                          |
| 1475      | Hakon                        |            |                                          |
| 1496      | Gudtorm                      |            |                                          |
| 1547–1565 | Lars Brodsson                |            |                                          |
| 1566–1579 | Ericus Brodderi              |            |                                          |
| 1579–1607 | Andreas Petri                |            |                                          |
| 1608–1618 | Jonas Laurentii Angermannus  |            |                                          |
| 1620–1637 | Haquinus Svenonis            |            |                                          |
| 1638–1652 | Magnus Siggonis Aurelius     | död 1652   |                                          |
| 1652      | Johannes Baazius den yngre   |            | Tillträdde aldrig tjänsten.              |
| 1653–1679 | Nicolaus Siggonius Aurelius  | död 1679   |                                          |
| 1679–1695 | Magnus Magni Wietius         | 1648–1695  |                                          |
| 1696–1699 | Magnus Lacherus              | 1659–1699  |                                          |
| 1699–1700 | Zacharias Hornæus            |            | Senare kyrkoherde i Rogberga församling. |
| 1702–1711 | Johannes Wirænius            | 1673–1711  |                                          |
| 1712–1728 | Jonas Littulander            | 1665–1728  |                                          |
| 1729–1750 | Magnus Oxelgren              | 1686–1750  |                                          |
| 1752–1783 | Olof Arell                   | 1705–1783  |                                          |
| 1784–1803 | Magnus Arell                 | död 1803   |                                          |
| 1803–1804 | Noach Georg Dandenelle       | 1766–1849  | Senare kyrkoherde i Åtvids församling.   |
| 1804–1830 | Lars Wadell                  | 1770–1830  |                                          |
| 1830–1873 | Johan Magnus Almqvist        | 1799–1873  |                                          |
| 1874–1901 | Fritz Beskow                 | 1832–1901  |                                          |
| 1902–1916 | Carl Holmberg                | 1862–1916  |                                          |
| 1917–1924 | Job Simeon Sandelius         | 1871–1958  | Senare kyrkoherde i Ljungby församling.  |
| 1925–1958 | Sven Gustaf Kristian Norrlin | 1892–1973  |                                          |
| 1967–1980 | Lage Pernveden               | 1926–1995  | senare domprost i Härnösand och Växjö.   |

### Komministrar
| Ämbetstid | Namn                        | Levnadstid | Övrigt                                      |
| --------- | --------------------------- | ---------- | ------------------------------------------- |
| 1548      | Bengt                       |            |                                             |
| 1609      | Sven                        |            |                                             |
| 1613      | Zacharias Svenonis          |            | Senare komminister i Ölmstads församling.   |
| 1637–1638 | Magnus Siggonis Aurelius    | död 1652   | Senare kyrkoherde i församlingen.           |
| 1638–1645 | Benedictus Gudmundi         | död 1645   |                                             |
| 1645–1653 | Nicolaus Siggonius Aurelius | död 1679   | Senare kyrkoherde i församlingen.           |
| 1653–1668 | Jonas Jonæ Grennensis       |            | Senare kyrkoherde i Kulltorps församling.   |
| 1668–1690 | Sveno Andreæ Bolmerus       | 1615–1690  |                                             |
| 1691–1692 | Andreas Holmingh            |            | Senare komminister i Ölmstads församling.   |
| 1692–1725 | Jonas Iflander              | 1660–1728  |                                             |
| 1725–1730 | Carl Kallström              |            | Senare kyrkoherde i Hjälmseryds församling. |
| 1730–1731 | Petrus Hielmdahl            | 1687–1731  |                                             |
| 1731–1734 | Petrus Nemorin              | 1698–1734  |                                             |
| 1735–1763 | Andreas Elmgren             | 1702–1763  |                                             |
| 1763–1770 | Per Weisman                 | 1719–1770  |                                             |
| 1771–1787 | Nils Bolmér                 | 1714–1787  |                                             |
| 1787–1830 | Johan Hall                  | 1747–1830  |                                             |
| 1832–1861 | Pehr Gustaf Slettengren     | 1796–1861  |                                             |
| 1862–1871 | Håkan Sjögren               | 1818–1896  | Senare kyrkoherde i Tofteryds församling.   |
| 1871–1881 | Elof Mauritz Bursell        | 1836–1899  | Senare kyrkoherde i Fröderyds församling.   |
| 1881–1897 | Arvid Lorentz Rydén         | 1857–1897  |                                             |
| 1898–1902 | Carl Holmberg               | 1862–1916  | Senare kyrkoherde i församlingen.           |

## Klockare och organister
| Verksam   | Namn                       | Levnadstid | Övrigt                |
| --------- | -------------------------- | ---------- | --------------------- |
| 1681      | Anders Månsson             |            | Klockare              |
| 1694-1695 | Petter Svensson            |            | Organist och klockare |
| 1705-1719 | Olof Andersson             | -1719      | Klockare              |
| 1715-1716 | Esaias Adelius             |            | Organist              |
| 1720-1721 | Gunnar Adelius             |            | Organist              |
| 1722–1749 | Abraham Grensman           | 1696-1750  | Organist och klockare |
| 1755–1782 | Johan Paulus Modig         | 1735–1782  | Organist och klockare |
| 1783–1826 | Magnus Ödman               | 1761–1826  | Organist och klockare |
| 1827–1852 | Anders Wilhelm Wimmerstedt | 1800–1852  | Organist och klockare |
| 1852–1882 | Anders Elming              | 1803–1882  | Organist och klockare |
|           | Jonas Leander Elming       | 1833–1902  | Organist och lärare   |

## Areal
Skärstads församling omfattade den 1 januari 1976 en areal av 95,8 kvadratkilometer, varav 89,6 kvadratkilometer land.